# Carlo Ottavio Castiglioni
Carlo Ottavio Castiglioni est un archéologue italien, né le 23 octobre 1784 à Milan et mort le 10 avril 1849 à Gênes.

## Biographie
Issu d’une des premières familles de Milan, il consacre le loisir que lui laisse une grande fortune à l’étude de la numismatique. Sa première publication est la description des médailles coufiques du musée de Milan (Monete cufiche dell’I.R. Museo di Milano), imprimé à Milan en 1819 ; mais cet ouvrage, dont M. Cattaneo, directeur du musée de Milan, est l’éditeur, ne parait qu’au mois de février 1821, après avoir été présenté à l’empereur d’Autriche. Un antiquaire italien, Giuseppe Schiepati, apprécie le livre, et le copie littéralement dans sa Descrizione di alcune monete cufiche del museo di Stefano Mainoni (1820). Du reste, cette description fourmille d’inexactitudes. Le comte de Castiglioni proteste contre ce plagiat, et publie ses Osservazioni sull’opera intitolata : Descrizione di alcune monete, etc. (1821). Il profite de cette occasion pour expliquer quelques passages obscurs de la numismatique orientale. Il est en relation avec Angelo Mai, qui l’invite à publier en commun avec lui les fragments d’Ulfilas qu’il a découverts en 1817 parmi les palimpsestes de la Bibliothèque Ambrosienne. Ces fragments paraissent en 1819 sous le titre de Ulphilæ partium ineditarum in Ambrosianis palimpsestis ab Ang. Majo repertarum, conjunctis curis ejusdem Maji et Car. Octav. Castilionici editio (1819). La plupart des dissertations ou excursus joints au texte sont du comte Castiglioni. En 1826, il publie un Mémoire géographique et numismatique sur la partie orientale de la Barbarie appelée Afrikia, suivi de recherches sur les Berbères atlantiques, anciens habitants de ces contrées (1826). On a encore de lui l’explication d’un cippe funéraire trouvé à Mantoue, avec une inscription antique. Le comte de Castiglioni, dont la santé avait toujours été chancelante, fut enlevé en 1826, par une mort prématurée.